# بي. كيه سوبان
بي. كيه سوبان (مواليد 13 مايو 1989) هو لاعب هوكي جليد كندي يلعب في نادي نيوجيرسي ديفلز.